# 鹿鼎記 (1984年のテレビドラマ)
『鹿鼎記』（ろくていき、簡体字: 鹿鼎记、拼音: Lùdǐngjì）は、金庸の武俠小説『鹿鼎記』を原作とし、1984年に無綫電視（TVB） が制作・放映したテレビドラマ。全40話。

## 概要
20代のトニー・レオンとアンディ・ラウが主演し、今ではトニー・レオンの妻であるカリーナ・ラウも出演している。長くドラマ版『鹿鼎記』の代名詞的存在だった人気作品。
セットで撮影しているため安っぽく見えるが、話のテンポが良く、出演者たちの演技が光っているため、今日も高い人気を誇っている。

## ストーリー
清朝時代、揚州の娼婦の息子として娼家に生まれ育ったいたずらっ子、韋小宝（トニー・レオン）｡偶然にも宮廷で進行中の陰謀を知った彼は、宮廷に潜りこむ。だが宦官派と皇帝派の暗闘に巻き込まれてしまった。康熙帝（アンディ・ラウ）は身分を偽って韋小宝と出会い、兄弟のように親密になった。小宝は秘密結社・天地会にピンチを救われるが、彼らの目的は“反清復明”、打倒・清朝宮廷にあったのだ。天地会と皇帝の間で綱渡りを繰り返す小宝は、康熙帝の義妹を加え七人の妻を迎え、皇帝は鹿鼎侯という高い位を与えるが、天地会との関わりが発覚し……。

## キャスト
- 韋小宝 - トニー・レオン
- 康熙帝 - アンディ・ラウ
- 如雙児 - エレーン・チョウ（周秀蘭）
- 阿珂 - ション・ティンオー（商天娥）
- 方怡 - カリーナ・ラウ

## スタッフ
- 原作：金庸『鹿鼎記』
- 監督：李添勝
- 主題歌：「始終會行運」　歌：張國栄（レスリー・チャン）

## 日本での放映
2009年5月までGyaOで5話限定放送中（GyaOサイト、アーカイブ版）

## 日本語版ソフト
2007年12月にDVDがコニービデオより発売（商品紹介）